# 哥伦布大道 (旧金山)
哥伦布大道（Columbus Avenue）是美国旧金山的一条对角线的街道，穿过北滩和唐人街地区，从华盛顿街（Washington Street）和蒙哥马利街（Montgomery Street）的泛美金字塔，到渔人码头附近的海滩街（Beach Street）。 这条街拥有一些著名的 venues,例如以诗人杰克·凯鲁亚克命名的杰克·凯鲁亚克巷（Jack Kerouac Alley），和城市之光书店（City Lights Bookstore）。
哥伦布大道原名蒙哥马利大道（Montgomery Avenue）。